# Sujiko

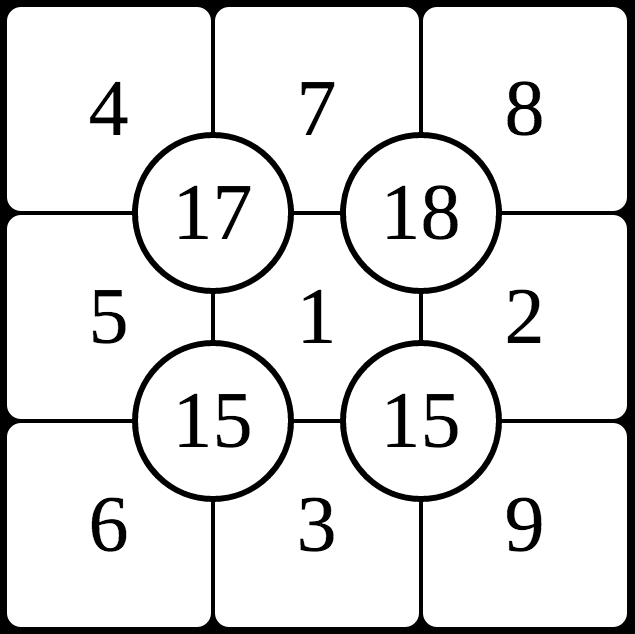
Een ingevulde Sujiko puzzel.

Sujiko is een logische puzzel voor het plaatsen van getallen, gemaakt door Jai Gomer van Kobayaashi Studios.
Sujiko wordt gespeeld op een diagram van 3x3 met vier omcirkelde getallen in het midden van elk kwadrant. Elk omcirkeld getal toont de som van de vier getallen in dat kwadrant. De nummers 1-9 moeten in het diagram worden geplaatst volgens de omcirkelde aanwijzingen.
Sujiko verschijnt in Britse kranten, waaronder The Times, The Telegraph en The Sun. 